# Csaba Vadász
Csaba Vadász (ur. 25 sierpnia 1960 w Pápie) – węgierski zapaśnik walczący w stylu klasycznym. Olimpijczyk z Seulu 1988, gdzie odpadł w eliminacjach w kategorii 52 kg.
Brązowy medalista mistrzostw świata w 1985, a czwarty w 1989. Wicemistrz Europy w 1982 i 1987, a trzeci w 1983. Pierwszy w Pucharze świata w 1982 roku.
- Turniej w Seulu 1988

Pokonał Kenijczyka Lamachi Elimu, a przegrał z Romanem Kierpaczem i Norwegiem Jonem Rønningenem.